# Beate Kühn
Beate Kühn är en östtysk före detta handbollsspelare. Hon blev världsmästare med Östtysklands damlandslag i handboll 1975.

## Karriär
Beate Kühn spelade för SC Leipzig i den högsta ligan, Oberligan i Östtyskland. Med Leipzig-klubben nådde hon finalen i Europacupen 1977 och blev östtysk mästare säsongen 1978. Hon deltog vid världsmästerskapet i handboll för damer 1975  och blev världsmästare med DDR. Hon spelade två matcher mot USA och Tjeckien och gjorde tre mål.